# 本命チョコ
本命チョコ（ほんめいチョコ）とは、2月14日の日本におけるバレンタインデーに、女性が思いを寄せる男性に贈るチョコレートである。ボーイフレンドやその候補、夫や恋人に贈られる。
本命チョコは義理チョコと比べ、質が高く高価なものが選ばれる。義理チョコは、男性の同僚や特に興味のない、その他の男性に贈るチョコレートである。
本命チョコは、手作りされることも多い。
通常、3月14日のホワイトデーには、男性から女性にキャンディー等が贈られてお返しされる。